# Donald Allan
Donald John Allan (Melbourne, 24 de setembre de 1949) és un ciclista australià que fou professional del 1974 al 1989. Va combinar la carretera amb la pista. El 1972, com a ciclista amateur, va prendre part als Jocs Olímpics d'Estiu de Múnic. Com a professional va guanyar una etapa a la Volta a Espanya del 1975. També ha obtingut la victòria en disset curses de sis dies, la majoria fent parella amb Danny Clark.
El seu germà David, també fou ciclista professional.

## Palmarès en ruta
- 1970
  - 1r al Examiner Tour of the North
- 1972
  - 1r al Examiner Tour of the North
- 1973
  - Vencedor d'una etapa a la Volta a Àustria
  - Vencedor d'una etapa a la Cursa de la Pau
  - Vencedor d'una etapa a la Scottish Milk Race
- 1975
  - Vencedor d'una etapa a la Volta a Espanya
  - Vencedor d'una etapa a la Volta als Països Baixos

### Resultats al Tour de França
- 1974. 103è de la classificació general
- 1975. 85è de la classificació general

### Resultats a la Volta a Espanya
- 1975. 52è de la classificació general. Vencedor d'una etapa

## Palmarès en pista
- 1976
  - 1r als Sis dies de Gant (amb Danny Clark)
- 1977
  - 1r als Sis dies de Münster (amb Danny Clark)
- 1978
  - 1r als Sis dies de Londres (amb Danny Clark)
  - 1r als Sis dies de Copenhaguen (amb Danny Clark)
  - 1r als Sis dies de Herning (amb Danny Clark)
- 1979
  - Campió d'Europa de Madison (amb Danny Clark)
  - 1r als Sis dies de Gant (amb Danny Clark)
  - 1r als Sis dies de Maastricht (amb Danny Clark)
  - 1r als Sis dies de Melbourne (amb Hilton Clarke)
- 1980
  - 1r als Sis dies de Münster (amb Danny Clark)
  - 1r als Sis dies de Londres (amb Danny Clark)
  - 1r als Sis dies de Hannover (amb Danny Clark)
  - 1r als Sis dies de Múnic (amb Danny Clark)
- 1981
  - 1r als Sis dies de Múnic (amb Danny Clark)
  - 1r als Sis dies de Madrid (amb Faustino Rupérez)
  - 1r als Sis dies de Rotterdam (amb Danny Clark)
- 1982
  - 1r als Sis dies de Gant (amb Danny Clark)
  - 1r als Sis dies de Herning (amb Danny Clark)